# Moriah Van Norman
Moriah Van Norman, född 30 maj 1984 i San Diego, Kalifornien, är en amerikansk vattenpolospelare. Hon ingick i USA:s OS-lag vid olympiska sommarspelen 2008. Van Norman gjorde tre mål i den olympiska vattenpoloturneringen i Peking där USA tog silver.
Van Norman var med om att vinna vattenpoloturneringen vid Panamerikanska spelen 2007. VM-guld tog hon i samband med världsmästerskapen i simsport 2007 i Melbourne  och världsmästerskapen i simsport 2009 i Rom.
Moriah Van Norman studerade vid University of Southern California, samma universitet där även systern Sarah Van Norman och brodern Jordan Van Norman har spelat vattenpolo för USC Trojans.